# Cyrtognatha serrata
Cyrtognatha serrata är en spindelart som beskrevs av Simon 1897. Cyrtognatha serrata ingår i släktet Cyrtognatha och familjen käkspindlar. Inga underarter finns listade i Catalogue of Life.